# Luxemburgs voetbalelftal in 1984
Het Luxemburgs voetbalelftal speelde in totaal tien interlands in het jaar 1984, waaronder drie wedstrijden in de kwalificatiereeks voor de WK-eindronde 1986 in Mexico. Voor het vierde jaar op rij verloor Luxemburg alle duels. De nationale selectie stond onder leiding van bondscoach Louis Pilot. Hij trad terug na de thuisnederlaag tegen Portugal (1-2) op 9 juni en werd opgevolgd door de Belg Jef Vliers. Verdediger Hubert Meunier kwam in alle tien duels in actie, van de eerste tot en met de laatste minuut.

## Balans
| Wedstrijden | Wedstrijden | Wedstrijden | Wedstrijden | Doelpunten | Doelpunten | Doelpunten | Punten |
| Gespeeld    | Winst       | Gelijk      | Verlies     | Voor       | Tegen      | Saldo      | Punten |
| ----------- | ----------- | ----------- | ----------- | ---------- | ---------- | ---------- | ------ |
| 10          | 0           | 0           | 10          | 2          | 25         | –23        | 0.000  |

## Interlands
|                                                        |           |                    |        |                                                                         |
| 29 februari Vriendschappelijk № 342 «onderlinge duels» | Luxemburg | 0 – 1              | Spanje | Stade Municipal, Luxemburg Toeschouwers: 3.000 Scheidsrechter: onbekend |
| 29 februari Vriendschappelijk № 342 «onderlinge duels» |           | ??' Antonio Maceda |        | Stade Municipal, Luxemburg Toeschouwers: 3.000 Scheidsrechter: onbekend |

|                                                     |                    |       |                                                     | |
| 11 maart Vriendschappelijk № 343 «onderlinge duels» | Luxemburg          | 1 – 3 | Turkije                                             | Stade de la Frontière, Esch-sur-Alzette Toeschouwers: 8.000 Scheidsrechter: Karl-Joseph Assenmacher (FRG) |
| 11 maart Vriendschappelijk № 343 «onderlinge duels» | Gilbert Dresch 39' |       | 62' Sedat Özden 71' İlyas Tüfekçi 74' İlyas Tüfekçi | Stade de la Frontière, Esch-sur-Alzette Toeschouwers: 8.000 Scheidsrechter: Karl-Joseph Assenmacher (FRG) |

|                                                  |           |                                      |           |                                                                                   |
| 1 mei Vriendschappelijk № 344 «onderlinge duels» | Luxemburg | 0 – 2                                | Noorwegen | Stade am Deich, Ettelbruck Toeschouwers: 1.411 Scheidsrechter: Robert Wurtz (FRA) |
| 1 mei Vriendschappelijk № 344 «onderlinge duels» |           | 48' Hallvar Thoresen 74' Arne Dokken |           | Stade am Deich, Ettelbruck Toeschouwers: 1.411 Scheidsrechter: Robert Wurtz (FRA) |

|                                                   |                 |       |                                        |                                                                                 |
| 9 juni Vriendschappelijk № 345 «onderlinge duels» | Luxemburg       | 1 – 2 | Portugal                               | Stade Municipal, Luxemburg Toeschouwers: 5.000 Scheidsrechter: Ben Itzhak (ISR) |
| 9 juni Vriendschappelijk № 345 «onderlinge duels» | Nico Wagner 34' |       | 56' Eurico Gomes 62' Fernandes Miranda | Stade Municipal, Luxemburg Toeschouwers: 5.000 Scheidsrechter: Ben Itzhak (ISR) |

|                                                               |           |                                                                                 |           |                                                                                             |
| 13 oktober WK-kwalificatie № 346 «onderlinge duels» 15:30 uur | Luxemburg | 0 – 4                                                                           | Frankrijk | Stade Municipal, Luxemburg Toeschouwers: 10.000 Scheidsrechter: Henning Lund-Sørensen (DEN) |
| 13 oktober WK-kwalificatie № 346 «onderlinge duels» 15:30 uur |           | 2' Patrick Battiston 12' Michel Platini 24' Yannick Stopyra 32' Yannick Stopyra |           | Stade Municipal, Luxemburg Toeschouwers: 10.000 Scheidsrechter: Henning Lund-Sørensen (DEN) |

|                                                      |           |                                                                                  |                                |                                                                                                   |
| 17 november WK-kwalificatie № 347 «onderlinge duels» | Luxemburg | 0 – 5                                                                            | Duitse Democratische Republiek | Stade de la Frontière, Esch-sur-Alzette Toeschouwers: 1.179 Scheidsrechter: Thomas Donnelly (NIR) |
| 17 november WK-kwalificatie № 347 «onderlinge duels» |           | 60' Rainer Ernst 63' Ralf Minge 76' Rainer Ernst 78' Ralf Minge 81' Rainer Ernst |                                | Stade de la Frontière, Esch-sur-Alzette Toeschouwers: 1.179 Scheidsrechter: Thomas Donnelly (NIR) |

|                                                     |                                                                                |       |           |                                                                                        |
| 5 december WK-kwalificatie № 348 «onderlinge duels» | Bulgarije                                                                      | 4 – 0 | Luxemburg | Vasil Levski Stadion, Sofia Toeschouwers: 8.000 Scheidsrechter: Antonis Vassaras (GRE) |
| 5 december WK-kwalificatie № 348 «onderlinge duels» | Nasko Sirakov 8' Boicho Velichkov 29' Stoicho Mladenov 66' Georgi Dimitrov 70' |       |           | Vasil Levski Stadion, Sofia Toeschouwers: 8.000 Scheidsrechter: Antonis Vassaras (GRE) |

|                                                        |                     |       |           |                                                                       |
| 17 december Vriendschappelijk № 349 «onderlinge duels» | Cyprus              | 1 – 0 | Luxemburg | Makario Stadion, Nicosia Toeschouwers: 1.000 Scheidsrechter: onbekend |
| 17 december Vriendschappelijk № 349 «onderlinge duels» | Soteris Tsikkos 52' |       |           | Makario Stadion, Nicosia Toeschouwers: 1.000 Scheidsrechter: onbekend |

|                                                        |                                        |       |           |                                                                                      |
| 19 december Vriendschappelijk № 350 «onderlinge duels» | Israël                                 | 2 – 0 | Luxemburg | Petah Tikwa Stadion, Petach Tikwa Toeschouwers: 600 Scheidsrechter: Arie Frost (ISR) |
| 19 december Vriendschappelijk № 350 «onderlinge duels» | Uri Malmilian 47' (pen.) Eli Ohana 51' |       |           | Petah Tikwa Stadion, Petach Tikwa Toeschouwers: 600 Scheidsrechter: Arie Frost (ISR) |

|                                                        |                  |       |           |                                                                                       |
| 22 december Vriendschappelijk № 351 «onderlinge duels» | Turkije          | 1 – 0 | Luxemburg | BJK Inönü Stadion, Istanboel Toeschouwers: 20.000 Scheidsrechter: Ahmet Yaşarov (BUL) |
| 22 december Vriendschappelijk № 351 «onderlinge duels» | Ceyhun Güray 39' |       |           | BJK Inönü Stadion, Istanboel Toeschouwers: 20.000 Scheidsrechter: Ahmet Yaşarov (BUL) |

## Statistieken
| John van Rijswijck  | 1962-01-16 | Jeunesse Esch        | 8  | 0 | 0 | 8  | 0 |
| Jean-Paul Defrang   | 1956-06-22 | Progrès Niedercorn   | 2  | 0 | 0 | 6  | 0 |
| Verdediging         |            |                      |    |   |   |    |   |
| Hubert Meunier      | 1959-12-14 | Jeunesse Esch        | 10 | 0 | 0 | 38 | 0 |
| Gilbert Dresch      | 1954-09-14 | Avenir Beggen        | 9  | 1 | 1 | 55 | 1 |
| Carlo Weis          | 1958-12-04 | Spora Luxembourg     | 9  | 0 | 0 | 33 | 0 |
| Marcel Bossi        | 1960-01-14 | Progrès Niedercorn   | 7  | 2 | 0 | 23 | 0 |
| René Scheuer        | 1962-02-12 | Red Boys Differdange | 6  | 0 | 0 | 6  | 0 |
| Pierre Petry        | 1961-07-13 | Progrès Niedercorn   | 4  | 0 | 0 | 4  | 0 |
| Romain Michaux      | 1953-11-09 | Red Boys Differdange | 3  | 0 | 0 | 30 | 1 |
| Laurent Schonckert  | 1958-02-25 | Union Luxembourg     | 3  | 0 | 0 | 3  | 0 |
| Claude Grimberger   | 1964-08-27 | Union Luxembourg     | 1  | 1 | 0 | 2  | 0 |
| Jean Schmitz        | 1964-01-28 | Progrès Niedercorn   | 1  | 3 | 0 | 5  | 0 |
| Middenveld          |            |                      |    |   |   |    |   |
| Jean-Paul Girres    | 1961-01-06 | Avenir Beggen        | 9  | 0 | 0 | 28 | 0 |
| Théo Malget         | 1961-03-02 | FC Wiltz 71          | 9  | 0 | 0 | 14 | 1 |
| Jean-Pierre Barboni | 1958-09-06 | Jeunesse Esch        | 6  | 1 | 0 | 10 | 0 |
| Serge Jentgen       | 1962-01-28 | Avenir Beggen        | 4  | 1 | 0 | 6  | 0 |
| Guy Hellers         | 1964-10-10 | Standard Luik        | 4  | 0 | 0 | 10 | 0 |
| Nico Wagner         | 1954-09-19 | Avenir Beggen        | 2  | 2 | 1 | 27 | 1 |
| William Bianchini   | 1960-10-16 | Red Boys Differdange | 2  | 0 | 0 | 10 | 0 |
| Pierre Hoscheid     | 1957-07-29 | Spora Luxembourg     | 1  | 3 | 0 | 12 | 0 |
| Alain Nurenberg     | 1961-03-23 | Progrès Niedercorn   | 0  | 4 | 0 | 13 | 1 |
| Théo Scholten       | 1963-01-04 | Jeunesse Esch        | 0  | 3 | 0 | 3  | 0 |
| Aanval              |            |                      |    |   |   |    |   |
| Jeannot Reiter      | 1958-10-14 | En Avant Guingamp    | 5  | 0 | 0 | 34 | 5 |
| Robert Langers      | 1960-08-01 | Stade Quimpérois     | 3  | 0 | 0 | 17 | 0 |
| Patrick Juchem      | 1964-06-23 | Spora Luxembourg     | 2  | 0 | 0 | 2  | 0 |
| Damon Damiani       | 1960-01-02 | F91 Dudelange        | 0  | 2 | 0 | 2  | 0 |

FLF · A-internationals · Bondscoaches · Statistieken · Luxemburgs vrouwenelftal · Luxemburg U21 · Luxemburg U19 · Luxemburg U18 · Luxemburg U17 · Luxemburg U16
1911 – 1919 ·
1920 – 1929 ·
1930 – 1939 ·
1940 – 1949 ·
1950 – 1959 ·
1960 – 1969 ·
1970 – 1979 ·
1980 – 1989 ·
1990 – 1999 ·
2000 – 2009 ·
2010 – 2019 ·
2020 − 2029
OS 1920 · 
OS 1924 · 
OS 1928 · 
OS 1936 · 
OS 1948 · 
OS 1952
1911 · 
1912 · 
1913 · 
1914 · 
1915 · 1916 · 1917 · 1918 · 1919 · 
1920 · 
1921 · 1922 · 1923 · 
1924 · 
1925 · 1926 · 
1927 · 
1928 · 
1929 · 1930 · 1931 · 1932 · 1933 · 
1934 · 
1935 · 
1936 · 
1937 · 
1938 · 
1939 · 
1940 · 
1941 · 1942 · 1943 · 1944 · 
1945 · 
1946 · 
1947 · 
1948 · 
1949 · 
1950 · 
1952 · 
1952 · 
1953 · 
1954 · 
1955 · 
1956 · 
1957 · 
1958 · 
1959 · 
1960 · 
1961 · 
1962 · 
1963 · 
1964 · 
1965 · 
1966 · 
1967 · 
1968 · 
1969 · 
1970 · 
1971 · 
1972 · 
1973 · 
1974 · 
1975 · 
1976 · 
1977 · 
1978 · 
1979 · 
1980 · 
1981 · 
1982 · 
1983 · 
1984 · 
1985 · 
1986 · 
1987 · 
1988 · 
1989 · 
1990 · 
1991 · 
1992 · 
1993 · 
1994 · 
1995 · 
1996 · 
1997 · 
1998 · 
1999 · 
2000 · 
2001 · 
2002 · 
2003 · 
2004 · 
2005 · 
2006 · 
2007 · 
2008 · 
2009 · 
2010 · 
2011 · 
2012 · 
2013 · 
2014 · 
2015 ·
2016 ·
2017 ·
2018 ·
2019 ·
2020 ·
2021
Afghanistan ·
Albanië ·
Algerije ·
Armenië ·
Azerbeidzjan ·
België ·
Bosnië en Herzegovina ·
Brazilië ·
Bulgarije ·
Canada ·
Cyprus ·
DDR ·
Denemarken ·
(West-)Duitsland ·
Egypte ·
Engeland ·
Estland ·
Faeröer ·
Finland ·
Frankrijk ·
Gambia ·
Georgië ·
Griekenland ·
Hongarije ·
Ierland ·
IJsland ·
Israël ·
Italië ·
Japan ·
Joegoslavië ·
Kaapverdië ·
Kameroen ·
Kazachstan ·
Letland ·
Liechtenstein ·
Litouwen ·
Madagaskar ·
Malta ·
Marokko ·
Mexico ·
Moldavië ·
Montenegro ·
Myanmar ·
Nederland ·
Nigeria ·
Noord-Ierland ·
Noord-Macedonië ·
Noorwegen ·
Oekraïne ·
Oostenrijk ·
Polen ·
Portugal ·
Qatar ·
Roemenië ·
Rusland ·
San Marino ·
Saoedi-Arabië ·
Schotland ·
Senegal ·
Servië ·
Servië en Montenegro ·
Slovenië ·
Slowakije ·
Sovjet-Unie ·
Spanje ·
Thailand ·
Togo ·
Tsjechië ·
Tsjecho-Slowakije ·
Turkije ·
Uruguay ·
Verenigde Staten ·
Wales ·
Wit-Rusland ·
Zuid-Korea ·
Zweden ·
Zwitserland